# Stanislav Griga
Stanislav Griga (* 4. November 1961 in Žilina) ist ein slowakischer Fußballtrainer und ehemaliger -spieler.

## Spielerkarriere
Griga spielte in seiner Kindheit und in der Jugend beim MŠK Žilina. Zur Saison 1981/1982 verpflichtete ihn Sparta Prag. 1986/1987 spielte der Stürmer für Dukla Prag. Anschließend kehrte er zurück zu Sparta Prag. 1990 wechselte Griga zu Feyenoord Rotterdam. Er ging 1992 zu Rapid Wien und beendete dort seine Karriere. Er nahm an der Weltmeisterschaft 1990 in Italien teil. Griga absolvierte 246 Spiele in der 1. Tschechoslowakischen Liga und erzielte 123 Tore. In seiner Karriere erzielte er insgesamt 137 Tore, davon 120 für Sparta Prag, drei für Dukla Prag, zehn für Feyenoord Rotterdam und zehn für Rapid Wien. Für die Tschechoslowakei machte er 34 Länderspiele, in denen er acht Tore schoss.

## Trainerkarriere
Nach seinem Karriereende als Spieler arbeitete Griga anderthalb Jahre als Anwalt. Zur Saison 1995/1996 übernahm er das Traineramt beim Zweitligisten MŠK Žilina, mit dem er in die 1. Liga aufstieg. Er wechselte zu FK AS Trenčín und wiederholte seinen Vorjahreserfolg. 1998 wurde er Trainer bei Slovan Bratislava, mit dem er das Double holte. Anschließend übernahm er die slowakische U20-Auswahl und nach einem halben Jahr die U21-Nationalmannschaft. Im Dezember 2001 ging er zum FK ZTS Dubnica, den er im Herbst 2003 aus gesundheitlichen Gründen verließ. Im Dezember 2003 nahm er das Angebot von Slovan Liberec an, im Juni 2005 trat er zurück. Im Oktober 2005 verpflichtete ihn Sparta Prag als neuen Trainer. Am 2. September 2006 wurde er nach mäßigem Saisonstart als Trainer von Sparta Prag entlassen. Zur Saison 2007/08 übernahm er den Prager Erstligaaufsteiger FK Viktoria Žižkov. Nach einem missglückten Saisonstart wurde Griga Anfang September 2008 entlassen. Seit Mai 2011 war er Trainer beim slowakischen Erstligisten FK Senica.
Am 26. April 2012 trat er als Trainer der slowakischen Nationalmannschaft sein Amt an, wurde jedoch nach etwas mehr als einjähriger Tätigkeit im Juni 2013 entlassen.